# Consolida hellespontica
Consolida hellespontica là một loài thực vật có hoa trong họ Mao lương. Loài này được (Boiss.) Chater mô tả khoa học đầu tiên năm 1964.